# Détective Conan : Jolly Roger et le Cercueil bleu azur
Détective Conan : Jolly Roger et le Cercueil Bleu Azur (名探偵コナン 紺碧の棺, Meitantei Konan: Konpeki no Jorī Rojā) est un film d'animation japonais réalisé par Yasuichiro Yamamoto, sorti en 2007.
Il s'agit du onzième film tiré du manga Détective Conan.

## Synopsis
Nous retrouvons tous nos héros en vacances à Okinawa, sur une île du Pacifique. Le guide qui s'occupe d'eux propose aux enfants une chasse au trésor. Cependant des événements étranges ont lieu : une attaque de requins, un vol au musée… Tout semble lié à une vieille légende sur Mary Read et Anne Bonnie… car l'île est un lieu qui a donné naissance à une légende : on raconte en effet que deux femmes pirates auraient caché quelque part leur butin il y a plus de 300 ans. Évidemment, cette histoire attire les chasseurs de trésor et l'île sera le théâtre d’une nouvelle énigme à résoudre pour Conan, Ran et les autres.

## Fiche technique
- Titre original : Meitantei Conan: Konpeki no Jolly Roger (名探偵コナン 紺碧の棺?)
- Titre français : Détective Conan : Jolly Roger et le Cercueil bleu azur
- Société de production : Tokyo Movie Shinsha
- Durée : 107 minutes
- Dates de sortie : 21 avril 2007 en salles japonaises